# ألبيرتو ماليساني
ألبيرتو ماليساني (بالإيطالية: Alberto Malesani) (من مواليد 5 يونيو 1954) هو مدرب كرة قدم إيطالي سابق، درب العديد من الأندية الأوربية مثل نادي بارما وفيورنتينا.
كان أبرز تلك الأندية التي دربها هو نادي بارما الإيطالي، حيث كان من ضمن الجيل الذهبي للنادي، حيث تمكن من الفوز بكأس إيطاليا، وكأس السوبر الإيطالي وكأس الاتحاد الأوروبي في موسم واحد، وهو موسم 1998-99.